# Freddy (série de films)
Pour les articles homonymes, voir Freddy.
 Pour plus de détails, voir Fiche technique et Distribution

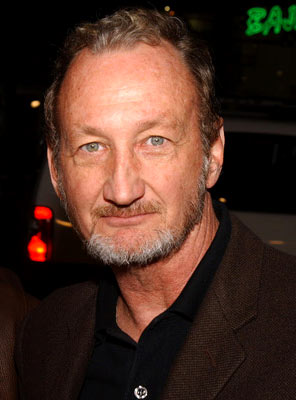
Robert Englund interprète le personnage de Freddy Krueger dans tous les films hormis le remake de 2010

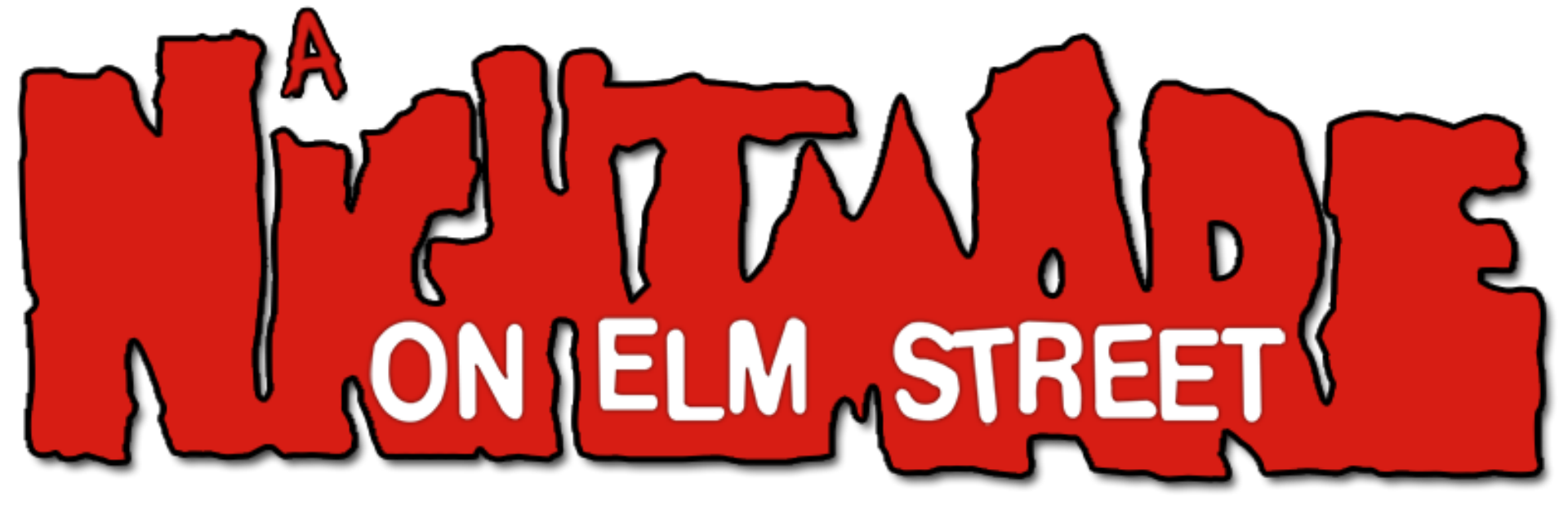
Logo original du premier film

Freddy (A Nightmare on Elm Street) est une franchise américaine de films d'horreur, qui se compose de neuf films. Elle s'est enrichie d'une série télévisée, d'un documentaire, de romans et de bandes dessinées. La franchise a débuté avec la série de films créée par Wes Craven. Elle est basée sur le personnage imaginaire Freddy Krueger, vu pour la première fois dans Les Griffes de la nuit (1984), qui poursuit et tue des adolescents dans leurs rêves, principalement dans la ville fictive de Springwood dans l'Ohio.
Si Freddy arrive à tuer les adolescents dans leurs rêves, ils seront tués dans le monde réel. Freddy tente d'assassiner les enfants pour se venger de leurs parents, qui avaient mis le feu dans la chaufferie où il tuait les enfants.
Le film original est écrit et réalisé par Wes Craven, qui participe ensuite uniquement à la rédaction du script du 3e film Les Griffes du cauchemar (1987) et a l'écriture et à la réalisation du 7e, Freddy sort de la nuit (1994).
Le premier film sort en 1984. Ses suites sont également produites par le studio indépendant New Line Cinema (qui n'est à l'époque pas encore une filiale de WarnerMedia). New Line attribue souvent son succès à celui de cette franchise.
La franchise reçoit globalement des critiques mitigées, mais connait un franc succès commercial. En comparaison avec les scores au box-office américain d'autres séries de films d'horreur, Les Griffes de la nuit est la deuxième franchise la plus lucrative en dollars ajustés. La série de films a rapporté en tout 455 000 000 $ au box office dans le monde entier.
En 1988, une série télévisée — Freddy, le cauchemar de vos nuits, dont Freddy est le présentateur — est produite et connaitra 44 épisodes. L'épisode pilote revient sur la nuit où Fred Krueger est brûlé vivant par les parents des enfants qu'il a tués. Le reste de la série est constitué d'épisodes aux intrigues influencées par Freddy mais indépendantes. Douze romans représentant Freddy, en dehors des novélisations des films en romans et des différentes séries de BD, sont publiés. Freddy apparaît également dans le film Freddy contre Jason (2003) aux côtés d'une autre icône de films d'horreur, Jason Voorhees, de la franchise Vendredi 13. 
Freddy est une des sagas les plus emblématiques du genre slasher, aux côtés d'Halloween et Vendredi 13.

## Films
| Année | Titre français                        | Titre original                                |
| 1984  | Les Griffes de la nuit                | A Nightmare on Elm Street                     |
| 1985  | La Revanche de Freddy                 | A Nightmare on Elm Street 2: Freddy's Revenge |
| 1987  | Les Griffes du cauchemar              | A Nightmare on Elm Street 3: Dream Warriors   |
| 1988  | Le Cauchemar de Freddy                | A Nightmare on Elm Street 4: The Dream Master |
| 1989  | L'Enfant du cauchemar                 | A Nightmare on Elm Street 5: The Dream Child  |
| 1991  | La Fin de Freddy : L'Ultime Cauchemar | Freddy's Dead: The Final Nightmare            |
| 1994  | Freddy sort de la nuit                | Wes Craven's New Nightmare                    |
| 2003  | Freddy contre Jason                   | Freddy vs. Jason                              |
| 2010  | Freddy : Les Griffes de la nuit       | A Nightmare on Elm Street                     |

## Fiche technique
| Équipe technique | Les Griffes de la nuit (1984) | La Revanche de Freddy (1985) | Les Griffes du cauchemar (1987) | Le Cauchemar de Freddy (1988) | L'Enfant du cauchemar (1989) | La Fin de Freddy : L'Ultime Cauchemar (1991) | Freddy sort de la nuit (1994) | Freddy contre Jason (2003) | Freddy : Les Griffes de la nuit (2010) |
| Réalisateurs     | Wes Craven                    | Jack Sholder                 | Chuck Russell                   | Renny Harlin                  | Stephen Hopkins              | Rachel Talalay                               | Wes Craven                    | Ronny Yu                   | Samuel Bayer                           |
| Producteurs      | Robert Shaye                  | Robert Shaye                 | Robert Shaye                    | Robert Shaye                  | Robert Shaye                 | Robert Shaye                                 | Robert Shaye                  | Robert Shaye               | Robert Shaye                           |
| Producteurs      |                               |                              |                                 | Rachel Talalay                | Rupert Harvey                | Michael De Luca                              | Wes Craven                    | Sean S. Cunningham         | Michael Bay                            |
| Producteurs      |                               |                              |                                 |                               |                              | Aron Warner                                  |                               |                            | Andrew Form (en)                       |
| Producteurs      |                               |                              |                                 |                               |                              | Michael N. Knue                              |                               |                            | Brad Fuller                            |
| Scénaristes      | Wes Craven                    |                              | Wes Craven                      |                               |                              |                                              | Wes Craven                    |                            |                                        |
| Scénaristes      |                               | David Chaskin                | Bruce Wagner                    | William Kotzwinkle            | John Skipp                   | Michael De Luca                              |                               | Damian Shannon             | Eric Heisserer                         |
| Scénaristes      |                               |                              | Frank Darabont                  | Brian Helgeland               | Graig Spector                | Rachel Talalay                               |                               | Mark Swift                 | Wesley Strick                          |
| Scénaristes      |                               |                              | Chuck Russell                   | Scott Pierce                  | Leslie Bohem                 |                                              |                               |                            |                                        |
| Compositeurs     | Charles Bernstein             | Christopher Young            | Angelo Badalamenti              | Craig Safan                   | Jay Ferguson                 | Brian May                                    | J. Peter Robinson             | Graeme Revell              | Steve Jablonsky                        |
| Photographie     | Jacques Haitkin               | Jacques Haitkin              | Roy H. Wagner                   | Steven Fierberg               | Peter Levy                   | Declan Quinn                                 | Mark Irwin                    | Fred Murphy                | Jeff Cutter                            |
| Photographie     | Christopher Tufty             |                              |                                 |                               |                              |                                              |                               |                            |                                        |
| Montage          | Patrick McMahon               | Bob Brady                    | Terry Stokes                    | Michael N. Knue               | Brent A. Schoenfeld          | Janice Hampton                               | Patrick Lussier               | Mark Stevens               | Glen Scantlebury                       |
| Montage          | Rick Shaine                   | Arline Garson                | Chuck Weiss                     | Chuck Weiss                   | Chuck Weiss                  |                                              |                               |                            |                                        |
| Montage          |                               |                              | Jack Turner                     |                               |                              |                                              |                               |                            |                                        |
| Durée            | 91 min.                       | 87 min.                      | 96 min.                         | 93 min.                       | 89 min.                      | 89 min.                                      | 112 min.                      | 97 min.                    | 95 min.                                |
| Distribution     | New Line Cinema               | New Line Cinema              | New Line Cinema                 | New Line Cinema               | New Line Cinema              | New Line Cinema                              | New Line Cinema               | New Line Cinema            | New Line Cinema                        |

## Distribution
| Personnages     | Les Griffes de la nuit (1984) | La Revanche de Freddy (1985) | Les Griffes du cauchemar (1987) | Le Cauchemar de Freddy (1988) | L'Enfant du cauchemar (1989) | La Fin de Freddy : L'Ultime Cauchemar (1991) | Freddy sort de la nuit (1994) | Freddy contre Jason (2003) | Freddy : Les Griffes de la nuit (2010) |
| Freddy Krueger  | Robert Englund                | Robert Englund               | Robert Englund                  | Robert Englund                | Robert Englund               | Robert Englund                               | Robert Englund                | Robert Englund             | Jackie Earle Haley                     |
| Nancy Thompson  | Heather Langenkamp            |                              | Heather Langenkamp              |                               |                              |                                              | Heather Langenkamp            |                            |                                        |
| Donald Thompson | John Saxon                    |                              | John Saxon                      |                               |                              |                                              | John Saxon                    |                            |                                        |
| Kristen Parker  |                               |                              | Patricia Arquette               | Tuesday Knight                |                              |                                              |                               |                            |                                        |
| Elaine Parker   |                               |                              | Brooke Bundy                    | Brooke Bundy                  |                              |                                              |                               |                            |                                        |
| Joey Crusel     |                               |                              | Rodney Eastman                  | Rodney Eastman                |                              |                                              |                               |                            |                                        |
| Roland Kincaid  |                               |                              | Ken Sagoes                      | Ken Sagoes                    |                              |                                              |                               |                            |                                        |
| Alice Johnson   |                               |                              |                                 | Lisa Wilcox                   | Lisa Wilcox                  |                                              |                               |                            |                                        |
| Daniel Jordan   |                               |                              |                                 | Danny Hassel                  | Danny Hassel                 |                                              |                               |                            |                                        |
| Dennis Johnson  |                               |                              |                                 | Nicholas Mele                 | Nicholas Mele                |                                              |                               |                            |                                        |
| Jason Voorhees  |                               |                              |                                 |                               |                              |                                              |                               | Ken Kirzinger              |                                        |
| Nancy Holbrook  |                               |                              |                                 |                               |                              |                                              |                               |                            | Rooney Mara                            |
| Quentin Smith   |                               |                              |                                 |                               |                              |                                              |                               |                            | Kyle Gallner                           |

## Accueil

### Critique
| Films                                 | Rotten Tomatoes     | Metacritic            | Allociné             |
| ------------------------------------- | ------------------- | --------------------- | -------------------- |
| Les Griffes de la nuit                | 94% (54 critiques)  | 76⁄100 (12 critiques) | NC                   |
| La Revanche de Freddy                 | 43% (30 critiques)  | 43⁄100 (6 critiques)  | NC                   |
| Les Griffes du cauchemar              | 72% (36 critiques)  | 49⁄100 (11 critiques) | NC                   |
| Le Cauchemar de Freddy                | 53% (30 critiques)  | 56⁄100 (10 critiques) | NC                   |
| L'Enfant du cauchemar                 | 31% (32 critiques)  | 54⁄100 (11 critiques) | NC                   |
| La Fin de Freddy : L'Ultime Cauchemar | 19% (31 critiques)  | 39⁄100 (14 critiques) | NC                   |
| Freddy sort de la nuit                | 80% (40 critiques)  | 64⁄100 (21 critiques) | NC                   |
| Freddy contre Jason                   | 41% (162 critiques) | 37⁄100 (29 critiques) | 3⁄5 (15 critiques)   |
| Freddy : Les Griffes de la nuit       | 15% (183 critiques) | 35⁄100 (25 critiques) | 1,5⁄5 (14 critiques) |

### Box-office
| Films                                 | Année  | Box-office États-Unis/ Canada | France            | Mondial       | Budget          | Références |
| ------------------------------------- | ------ | ----------------------------- | ----------------- | ------------- | --------------- | ---------- |
| Les Griffes de la nuit                | 1984   | 25 504 513 $                  | 465 864 entrées   | 57 000 000 $  | 1 800 000 $     | ,          |
| La Revanche de Freddy                 | 1985   | 29 999 213 $                  | 473 412 entrées   | NC            | 3 000 000 $     | ,          |
| Les Griffes du cauchemar              | 1987   | 44 793 222 $                  | 660 471 entrées   | NC            | 4 000 000 $     | ,          |
| Le Cauchemar de Freddy                | 1988   | 49 369 899 $                  | 551 485 entrées   | NC            | 13 000 000 $    | ,          |
| L'Enfant du cauchemar                 | 1989   | 22 168 359 $                  | 257 507 entrées   | NC            | 6 000 000 $     | ,          |
| La Fin de Freddy : L'Ultime Cauchemar | 1991   | 34 872 033 $                  | 548 541 entrées   | NC            | ~11 000 000 $   | ,          |
| Freddy sort de la nuit                | 1994   | 18 090 181 $                  | 297 298 entrées   | 19 721 741 $  | 8 000 000 $     | ,          |
| Freddy contre Jason                   | 2003   | 82 622 655 $                  | 343 349 entrées   | 116 632 628 $ | 25~30 000 000 $ | ,          |
| Freddy : Les Griffes de la nuit       | 2010   | 63 075 011 $                  | 469 312 entrées   | 115 694 863 $ | 35 000 000 $    | ,          |
| Totaux                                | Totaux | 370 490 573 $                 | 3 597 927 entrées | 472 221 132 $ |                 | ,          |

## Œuvres dérivées

### Télévision
Freddy, le cauchemar de vos nuits débuta le 9 octobre 1988 et fut une série d'anthologie dans le même esprit que La Quatrième Dimension, qui présentait des histoires d'horreur différentes chaque semaine. La série rend parfois activement présent Freddy Krueger, avec Robert Englund reprenant son rôle de la saga. La série compta deux saisons avec 44 épisodes au total, se terminant le 10 mars 1990.
Bien que Freddy ne joue pas un rôle majeur dans la majorité des épisodes, le pilote C'était un tendre (No More Mr. Nice Guy) décrit les événements du procès de Krueger, puis son décès aux mains des parents d'Elm Street après son acquittement. Réalisé par Tobe Hooper, créateur de Massacre à la tronçonneuse, l'acquittement de Freddy est basé sur son arrestation par l'officier Tim Blocker, avant qu'il ne tue un agent de police en terrorisant de jeunes victimes. Car l'officier lui avait mal lu ses droits Miranda, ce qui n'exclut pas mais est différent du film original qui affirmait qu'il était acquitté parce que quelqu'un avait oublié de signer un mandat de perquisition. Après que les parents de la commune aient brûlé Freddy à mort, il revient hanter Blockers dans ses rêves. Freddy se venge définitivement quand Blocker s'assoupit chez le dentiste.

### Romans
Entre 1987 et 2003, Freddy Krueger apparait dans la novélisation des films. Les cinq premiers romans sont édités par St. Martin's Press. Ces adaptations sont assez proches des films. La novélisation du 3e film, Les Griffes du cauchemar, est cependant assez différente et propose des origines différentes à Freddy,.
En 1992, Abdo & Daughters Publishing Company publie d'autres adaptations des six premiers films. Écrites par Bob Italia, elle comprennent une centaine de pages et suivent les intrigues des films,,,,,. Wes Craven's New Nightmare et Freddy vs. Jason sont ensuite publiés par Tor Books et Black Flame. Ces novélisations sont assez fidèles aux films, exceptée celle de Freddy contre Jason dont la fin diffère du film,.

### BD
Plusieurs séries de comics inspirées de la saga seront éditées par Marvel Comics, Innovation Comics, Trident Comics, Avatar Press ou encore Wildstorm. Plusieurs auteurs y ont participé : Steve Gerber, Andy Mangels, Chuck Dixon et Brian Pulido. La franchise a aussi connu des crossovers, comme Freddy vs. Jason vs. Ash: The Nightmare Warriors qui mêle Freddy aux saga Evil Dead et Vendredi 13.

### Jeux vidéo
La franchise s'est également décliné en jeux vidéo. A Nightmare on Elm Street sort en 1990 sur NES. Un autre jeu, Freddy vs. Jason: Hell Unbound, a été développé mais jamais commercialisé.
Freddy Krueger, Quentin Smith et la maternelle de Badham apparaissent dans le jeu Dead By Daylight via le  DLC A Nightmare on Elm Street.

### Documentaire
En 2010 est sorti un film documentaire sur la franchise, Never Sleep Again: The Elm Street Legacy. Il regroupe des interventions de nombreux acteurs, réalisateurs, scénaristes, techniciens qui ont travaillé sur les films de la saga.